# Baiano
Baiano község (comune) Olaszország Campania régiójában, Avellino megyében.

## Fekvése
A Campaniai-síkságon fekszik. Határai: Avella, Mugnano del Cardinale, Sirignano, Sperone és Visciano.

## Története
Egyes vélemények szerint neve a latin praedium Vallejanum megnevezésből származik, aminek jelentése Valleo villája míg mások szerint a praedium Badianumból (Badio villája). Az ókori települést i. e. 79-ben Spartacus lázadó rabszolgái kifosztották. A Nyugatrómai Birodalom bukása után többször is áldozatául esett a barbár népvándorlók fosztogatásainak. 589-ben a Beneventói Hercegség része lett,  majd 1075-től a Nápolyi Királyság egyik hűbéri birtoka lett. A következő századokban nemesi birtok volt. A 19. században nyerte el önállóságát, amikor a Nápolyi Királyságban felszámolták a feudalizmust.

## Népessége
A népesség számának alakulása:

## Főbb látnivalói
- az 1586-ban épült püspöki templom a Santo Stefano
- a 15. században épült Santa Croce-templom
- a reneszánsz SS. Apostoli-templom
- a Gesù and Maria-kolostor
- a 14. századi Palazzo Boccieri
- az 1660-ban épült Fontana Vecchia-templom